# Mistrovství světa v basketbalu žen 1957
2. mistrovství světa  v basketbalu žen proběhlo v dnech 13. – 26. října v Brazílii.
Turnaje se zúčastnilo dvanáct družstev, rozdělených do dvou čtyřčlenných a jedné tříčlenné skupiny. První dvě družstva postoupila do finálové skupiny, týmy na třetím a čtvrtém místě hrály o 8. - 12. místo. Brazílie jako pořadatel byla do finálové skupiny nasazena přímo. Mistrem světa se stal tým Spojených států.

## Výsledky a tabulky

### Skupina A
|    |           | TCH   | USA   | ARG   | PER   | V | P | Skóre   | B |
| 1. | ČSR       | ***   | 53:50 | 76:42 | 86:28 | 3 | 0 | 215:120 | 6 |
| 2. | USA       | 50:53 | ***   | 64:37 | 75:37 | 2 | 1 | 201:142 | 5 |
| 3. | Argentina | 42:76 | 37:64 | ***   | 57:43 | 1 | 2 | 136:183 | 4 |
| 4. | Peru      | 28:86 | 37:75 | 43:57 | ***   | 0 | 3 | 108:218 | 3 |

 USA -  Peru 75:37 (41:12)
13. října 1957 - Rio de Janeiro
 ČSR -  Argentina 76:42 (45:15)
13. října 1957 - Rio de Janeiro
 USA -  Argentina 64:39 (35:15)
14. října 1957 - Rio de Janeiro
 ČSR -  Peru 86:28 (40:15)
14. října 1957 - Rio de Janeiro
 Argentina -  Peru 57:43 (29:21)
15. října 1957 - Rio de Janeiro
 ČSR -  USA 53:50 (23:20)
15. října 1957 - Rio de Janeiro

### Skupina B
|    |           | URS   | PAR   | AUS   | V | P | Skóre   | B |
| 1. | SSSR      | ***   | 70:51 | 70:32 | 2 | 0 | 140:83  | 4 |
| 2. | Paraguay  | 51:70 | ***   | 65:31 | 1 | 1 | 116:101 | 3 |
| 3. | Austrálie | 32:70 | 31:65 | ***   | 0 | 2 | 63:135  | 2 |

 SSSR -  Austrálie 70:32 (29:13)
13. října 1957 - Rio de Janeiro
 SSSR -  Paraguay 70:51 (35:33)
14. října 1957 - Rio de Janeiro
 Paraguay -  Austrálie 65:31 (38:15)
15. října 1957 - Rio de Janeiro

### Skupina C
|    |          | HUN   | CHI   | MEX   | CUB   | V | P | Skóre   | B |
| 1. | Maďarsko | ***   | 65:53 | 89:54 | 90:46 | 3 | 0 | 244:153 | 6 |
| 2. | Chile    | 53:65 | ***   | 62:51 | 65:45 | 2 | 1 | 180:161 | 5 |
| 3. | Mexiko   | 54:89 | 51:62 | ***   | 49:39 | 1 | 2 | 154:190 | 4 |
| 4. | Kuba     | 46:90 | 45:65 | 39:49 | ***   | 0 | 3 | 130:204 | 3 |

 Maďarsko -  Chile 65:53 (28:27)
13. října 1957 - Rio de Janeiro
 Mexiko -  Kuba 49:39 (19:18)
13. října 1957 - Rio de Janeiro
 Chile -  Mexiko 62:51 (39:22)
14. října 1957 - Rio de Janeiro
 Maďarsko -  Kuba 90:46 (42:24)
14. října 1957 - Rio de Janeiro
 Chile -  Kuba 65:45 (46:21)
15. října 1957 - Rio de Janeiro
 Maďarsko -  Mexiko 89:54 (45:20)
15. října 1957 - Rio de Janeiro

### Finále
|    |          | USA   | URS   | TCH   | BRA   | HUN   | PAR   | CHI   | V | P | Skóre   | B  |
| 1. | USA      | ***   | 51:48 | 61:55 | 67:44 | 51:46 | 60:40 | 76:47 | 6 | 0 | 366:280 | 12 |
| 2. | SSSR     | 48:51 | ***   | 61:57 | 56:44 | 64:53 | 69:49 | 67:38 | 5 | 1 | 365:292 | 11 |
| 3. | ČSR      | 55:61 | 57:61 | ***   | 83:70 | 55:34 | 68:47 | 76:46 | 4 | 2 | 394:319 | 10 |
| 4. | Brazílie | 44:67 | 44:56 | 70:83 | ***   | 52:49 | 48:46 | 66:64 | 3 | 3 | 324:365 | 9  |
| 5. | Maďarsko | 46:51 | 53:64 | 34:55 | 49:52 | ***   | 50:46 | 65:49 | 2 | 4 | 297:317 | 8  |
| 6. | Paraguay | 40:60 | 49:69 | 47:68 | 46:48 | 46:50 | ***   | 46:43 | 1 | 5 | 274:338 | 7  |
| 7. | Chile    | 47:76 | 38:67 | 46:76 | 64:66 | 49:65 | 43:46 | ***   | 0 | 6 | 287:396 | 6  |

 ČSR -  Chile 76:46 (30:19)
17. října 1957 - Rio de Janeiro
 Brazílie -  Paraguay 48:46 (27:25)
17. října 1957 - Rio de Janeiro
 SSSR -  Chile 67:38 (36:19)
18. října 1957 - Rio de Janeiro
 USA -  Maďarsko 51:46 (29:27)
18. října 1957 - Rio de Janeiro
 ČSR -  Paraguay 68:47 (30:22)
19. října 1957 - Rio de Janeiro
 USA -  Brazílie 67:44 (30:21)
19. října 1957 - Rio de Janeiro
 SSSR -  Paraguay 69:49 (36:22)
20. října 1957 - Rio de Janeiro
 Brazílie -  Chile 66:64 (36:30)
20. října 1957 - Rio de Janeiro
 ČSR -  Maďarsko 55:34 (25:13)
20. října 1957 - Rio de Janeiro
 Paraguay -  Chile 46:43 (22:23)
21. října 1957 - Rio de Janeiro
 SSSR -  Maďarsko 64:53 (32:26)
21. října 1957 - Rio de Janeiro
 USA -  Chile 76:47 (40:17)
22. října 1957 - Rio de Janeiro
 SSSR -  Brazílie 56:44 (20:24)
22. října 1957 - Rio de Janeiro
 Maďarsko -  Paraguay 50:46 (28:25)
23. října 1957 - Rio de Janeiro
 USA -  ČSR 61:55 (30:24)
23. října 1957 - Rio de Janeiro
 SSSR -  ČSR 61:57 (30:28)
24. října 1957 - Rio de Janeiro
 Brazílie -  Maďarsko 52:49 (25:24)
24. října 1957 - Rio de Janeiro
 USA -  Paraguay 60:40 (36:8)
25. října 1957 - Rio de Janeiro
 Maďarsko -  Chile 65:49 (36:30)
25. října 1957 - Rio de Janeiro
 ČSR -  Brazílie 83:70pp (33:28, 69:69)
26. října 1957 - Rio de Janeiro
 USA -  SSSR 51:48 (24:27)
26. října 1957 - Rio de Janeiro

### O 8. - 12. místo
|     |           | MEX   | ARG   | AUS   | PER   | CUB   | V | P | Skóre   | B |
| 8.  | Mexiko    | ***   | 49:48 | 45:38 | 45:37 | 58:50 | 4 | 0 | 197:173 | 8 |
| 9.  | Argentina | 48:49 | ***   | 52:44 | 66:49 | 62:46 | 3 | 1 | 228:188 | 7 |
| 10. | Austrálie | 38:45 | 44:52 | ***   | 38:31 | 50:43 | 2 | 2 | 170:171 | 6 |
| 11. | Peru      | 37:45 | 49:66 | 31:38 | ***   | 50:31 | 1 | 3 | 167:180 | 5 |
| 12. | Kuba      | 50:58 | 46:62 | 43:50 | 31:50 | ***   | 0 | 4 | 170:220 | 4 |

 Mexiko -  Kuba 58:50 (24:23)
??. října 1957 - Rio de Janeiro
 Argentina -  Austrálie 52:44 (24:24)
??. října 1957 - Rio de Janeiro
 Mexiko -  Austrálie 45:38 (23:24)
??. října 1957 - Rio de Janeiro
 Argentina -  Peru 66:49 (31:16)
??. října 1957 - Rio de Janeiro
 Austrálie -  Kuba 50:43 (26:26)
??. října 1957 - Rio de Janeiro
 Mexiko -  Peru 45:37 (18:17)
??. října 1957 - Rio de Janeiro
 Argentina -  Kuba 62:46 (26:27)
??. října 1957 - Rio de Janeiro
 Austrálie -  Peru 38:31 (16:20)
??. října 1957 - Rio de Janeiro
 Mexiko -  Argentina 49:48 (23:24)
??. října 1957 - Rio de Janeiro
 Peru -  Kuba 50:31 (23:23)
??. října 1957 - Rio de Janeiro

## Soupisky
1.  USA
| - Rita Alexander - Alice Barron - Alberta Cox - Joan Crawfordová | - Lucille Davidson - Edith Keaton - Norma Rowland - Doris Scoggins | - Barbara Sipes - Peggy Tato - Katherine Washington - Nera White |

Trenér: Les Major
2.  SSSR
| - Grazina Guljaviciuteová - Nina Karamisevová - Dsidra Karamisevová - Valentina Kopilová | - Valentina Kostiková - Taťjana Kudrjavcevová - Raisa Kuzněcovová - Nina Maximilianová | - Nina Maximová - Maret Otsaová - Nina Posnanskaja |

Trenér: Jan Lisov
3.  ČSR
| - Jaroslava Dubská - Hana Ezrová - Dagmar Hubálková - Zdeňka Kočandrlová | - Ludmila Ordnungová - Helena Adamírová - Hana Myslilová - Eva Křížová | - Jiřina Štěpánová - Jarmila Šulcová - Valéria Tyrolová - Milena Vecková |

Trenér: Lubomír Dobrý
4.  Brazílie
| - Aglaé Giorgio - Anésia da Costa - Eleonora Gonçalves "Noca" - Genésia Cardoso | - Isaura Gama Alvarez - Maria Helena Campos "Heleninha" - Maria Helena Cardoso - Marlene Bento | - Martha Kampmann - Nair Kanawati - Neuci Ramos - Zilá Nepomuceno |

- Trenér: Antenor Horta

5.  Maďarsko
| - Anna Jalsoviczy - Csabane Koren - Dezsone Matay - Edit Gyimes | - Eva Schneider - Györgyne Bokor - Ilona Kalo - Janosne Parti | - Jenone Szabo - Katalin Kovacs - Maria Kalo - Maria Kocsor |

- Trenér: Janos Szabo

6.  Paraguay
| - África Bataglia - Anselma Cardozo - Arminda Malatesta - Edite Nunez | - Eliza Nunes - Eva Garcete - Guilherma Villalba - Josefina Marques | - Luz Rolon - Myrian Lopes Mena - Norberta Lopez |

- Trenér: Amarília

7.  Chile
| - Blanca Carreno - Carmen Camzon - Irene Velasquez - Isabel Valenzuela | - Laura Pina Pallmar - Lucila Mendez - Lucrecia Teran - Luz Silva | - Maria Ester Claverie - Maria Pauchadr - Marta Ortiz Silva - Sonia Pizarro |

- Trenér: Luiz Gonzalez Valenzuela

9.  Mexiko
| - Blanca Aurora - Christina Arzate - Delfina Rivera - Emma Almanza | - Estela Sanchez - G. Concepsion - Margarita Garcia - Maria Elena | - Maria Herrera - Ofélia Sanchez - Póla Soto - Rosa Barajas |

- Trenér: Pedro Borba

10.  Austrálie
| - Bronte Cockburn - Eril Homburg - Gaynor Flanagan - Lorraine Macquire | - Nancy Hill - Nelva Saunders - Nita Burke - Patricina Hoban |

11.  Peru
| - Dorine Montenegro - Emperatriz Bazan - Gioconda Fulgosi - Izabel Cantina | - Maria Flechelle - Marta Lassio Leguia - Nancy Romero - Nelsa Di'Laura Caldas | - Rina Espinoza - Rosa Alcedo - Rosa Barrenechea - Rosa Guevara |

- Trenér: Carlos Rojas

12.  Kuba
| - Aida De Dios - Alicia Thaureaux - Estela Palacios - Hortenzia Nunes | - Irma Buergo - Julia Escaurido - Margarita Olmedo - Marian Santana | - Matilde Carasou - Mercedes Lee - Ofelia Gonzalez - Rosa Hernandez |

- Trenér: Mario Quintero

## Konečné pořadí
| Pořadí           | Tým       | Z | V | P | Skóre   | B  |
| ---------------- | --------- | - | - | - | ------- | -- |
| Zlatá medaile    | USA       | 9 | 8 | 1 | 555:409 | 17 |
| Stříbrná medaile | SSSR      | 8 | 7 | 1 | 505:375 | 15 |
| Bronzová medaile | ČSR       | 9 | 7 | 2 | 609:439 | 16 |
| 4.               | Brazílie  | 6 | 3 | 3 | 324:365 | 9  |
| 5.               | Maďarsko  | 9 | 5 | 4 | 541:470 | 14 |
| 6.               | Paraguay  | 8 | 2 | 6 | 390:439 | 10 |
| 7.               | Chile     | 9 | 2 | 7 | 467:557 | 11 |
| 8.               | Mexiko    | 7 | 5 | 2 | 351:363 | 12 |
| 9.               | Argentina | 7 | 4 | 3 | 366:371 | 11 |
| 10.              | Austrálie | 6 | 2 | 4 | 233:306 | 9  |
| 11.              | Peru      | 7 | 1 | 6 | 275:398 | 8  |
| 12.              | Kuba      | 7 | 0 | 7 | 300:424 | 7  |